# 旧第五十九銀行本店本館
旧第五十九銀行本店本館（だいごじゅうくぎんこう　ほんてんほんかん）は、青森県弘前市にある歴史的建造物。1904年（明治37年）に第五十九国立銀行（現：青森みちのく銀行）の本店として弘前市に建設されたもので、1967年（昭和42年）より同銀行の記念館として保存・一般公開されている。1972年5月15日（昭和47年）国の重要文化財に指定された。

## 概要
本館の建物は2年半の工期をかけて1904年（明治37年）に建設された。木造2階建てで、外観はルネサンス風の意匠を基本としている。他方、外壁は板の上から瓦を張りその上は漆喰で塗りつぶされ、窓も外側は漆喰塗としており防火構造が取り入れられている。また、塔屋と屋根は和小屋組とトラスの折衷構造となっている。
内部は主屋があり、その右奥に角屋が接続している。
主屋一階は営業室と客溜りに区画されており、角屋には頭取室と応接室がある。二階には大会議室と小会議室があり、特に大会議室は約14.5m（48尺）四方の柱のない大空間が設計されており、柱には青森県産材のヒバ、建具も青森県産材のケヤキが用いられている。屋根は正面に装飾塔があり、周囲にはバラストレイト（欄干）を廻して雪止めとしての実用面も考えられた意匠が施されている。
1943年（昭和18年）に県内5銀行の合併により青森銀行が創立されてからは弘前支店として使用された。1965年（昭和40年）の弘前支店の建て替えにより取り壊されることとなっていたが、弘前商工会議所、地元市民、文化財保護関係者などの要望により保存が実現した。その際、元の位置から90度回転し50m曳屋が行われた。そして1967年（昭和42年）に青森銀行記念館となり、2018年（平成30年）4月に青森銀行から弘前市に寄贈された。
なお、建築当時の坪当りの単価が弘前市内に現存する同時期の建築物に対し極端に高額な建築物となっており、完成度も含めて、設計者である堀江佐吉の最高傑作であるとともに弘前を代表する洋風建築であるとの声も高い。また、天井には金唐革紙が施されているが、建築当時のまま現在まで残されている建築物は日本でも数少なく貴重なものとなっている。建築にあたり、設計・施工を任された堀江佐吉は、当時の頭取から「堀江さん、あんたが気がすむようなものをこしらえてくだされば、よござんしょう」と、一切を任された。

## 建築概要
- 設計 – 堀江佐吉
- 竣工 - 1904年（明治37年）
- 構造・規模 - 木造２階建て寄棟屋根桟瓦葺き、装飾塔（展望室）付き
- 所在地 - 〒036-8198  青森県弘前市元長町26 （青森みちのく銀行親方町支店脇）
- 文化財指定 – 国の重要文化財（1972年（昭和47年）5月指定）

## ギャラリー

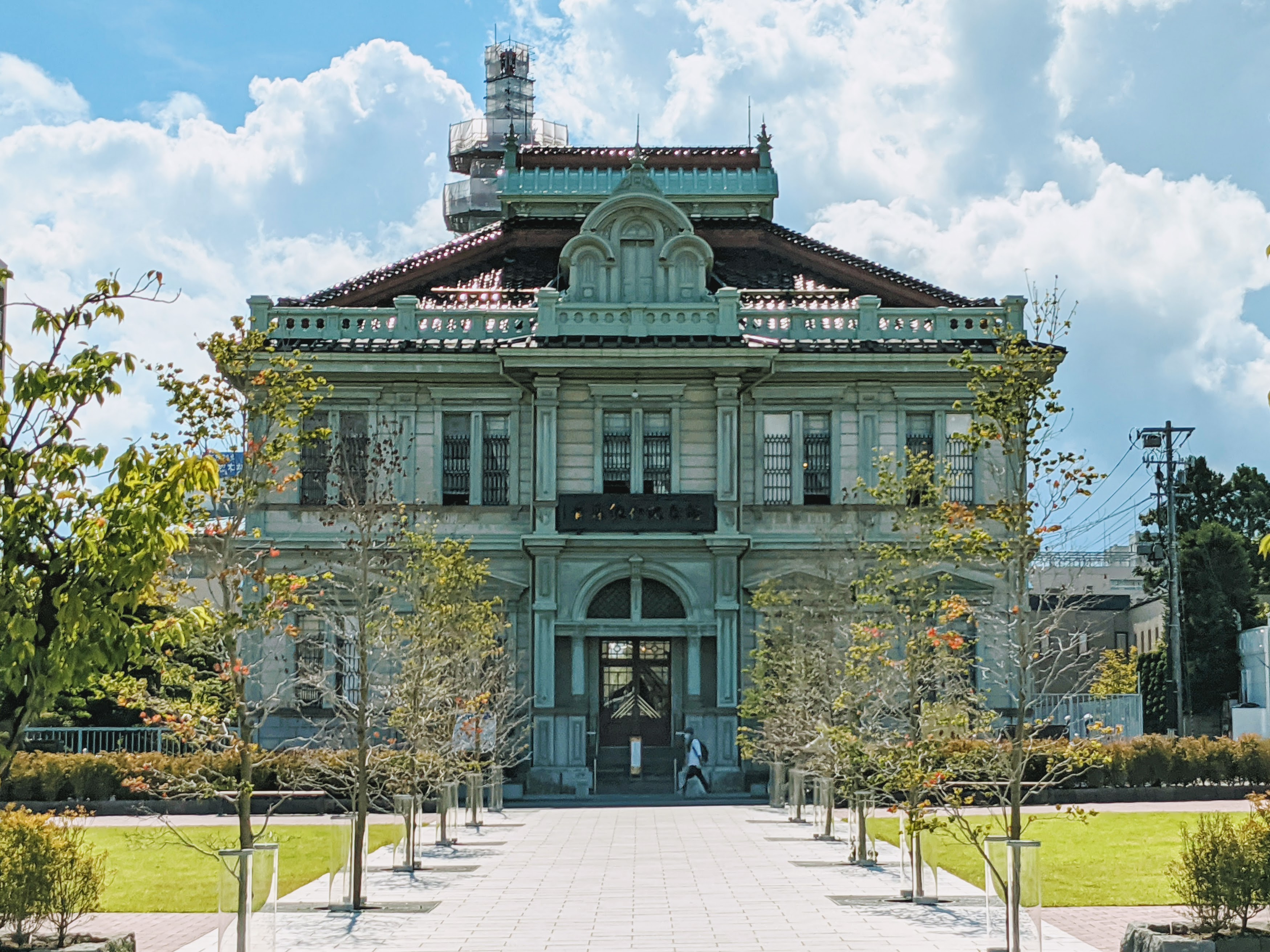
正面外観
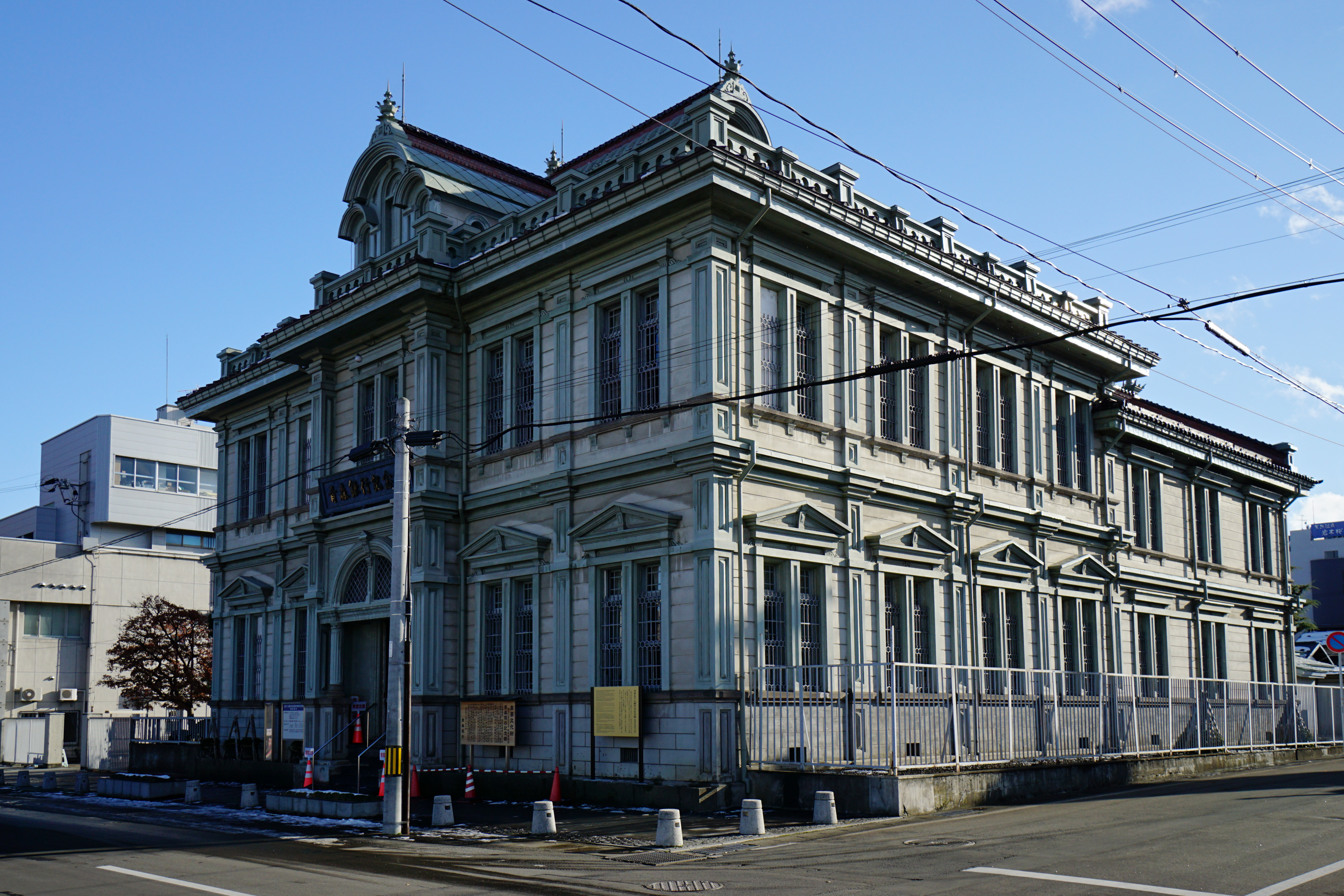
西側外観（2019年12月）
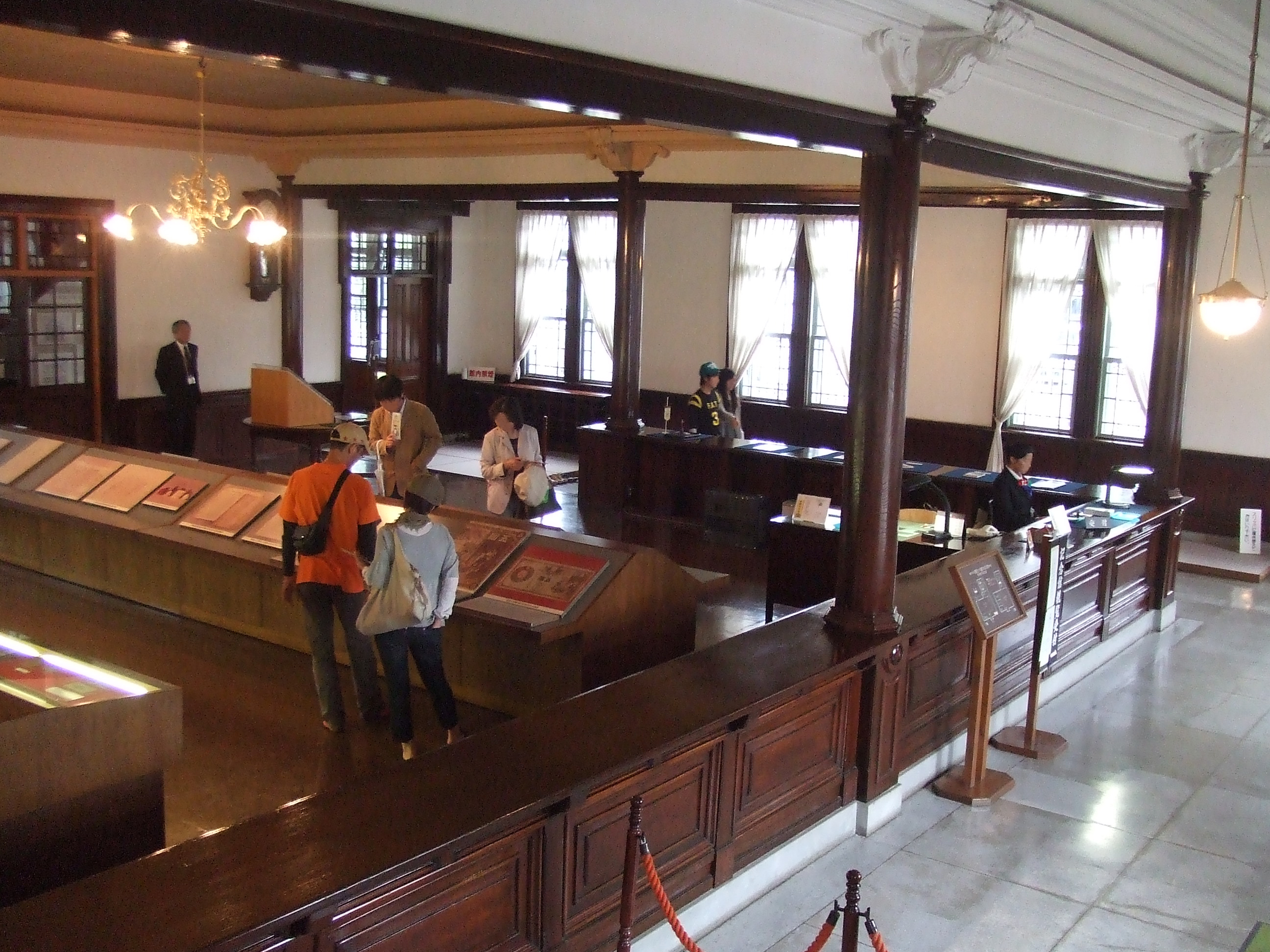
1階 室内の様子（2008年5月）
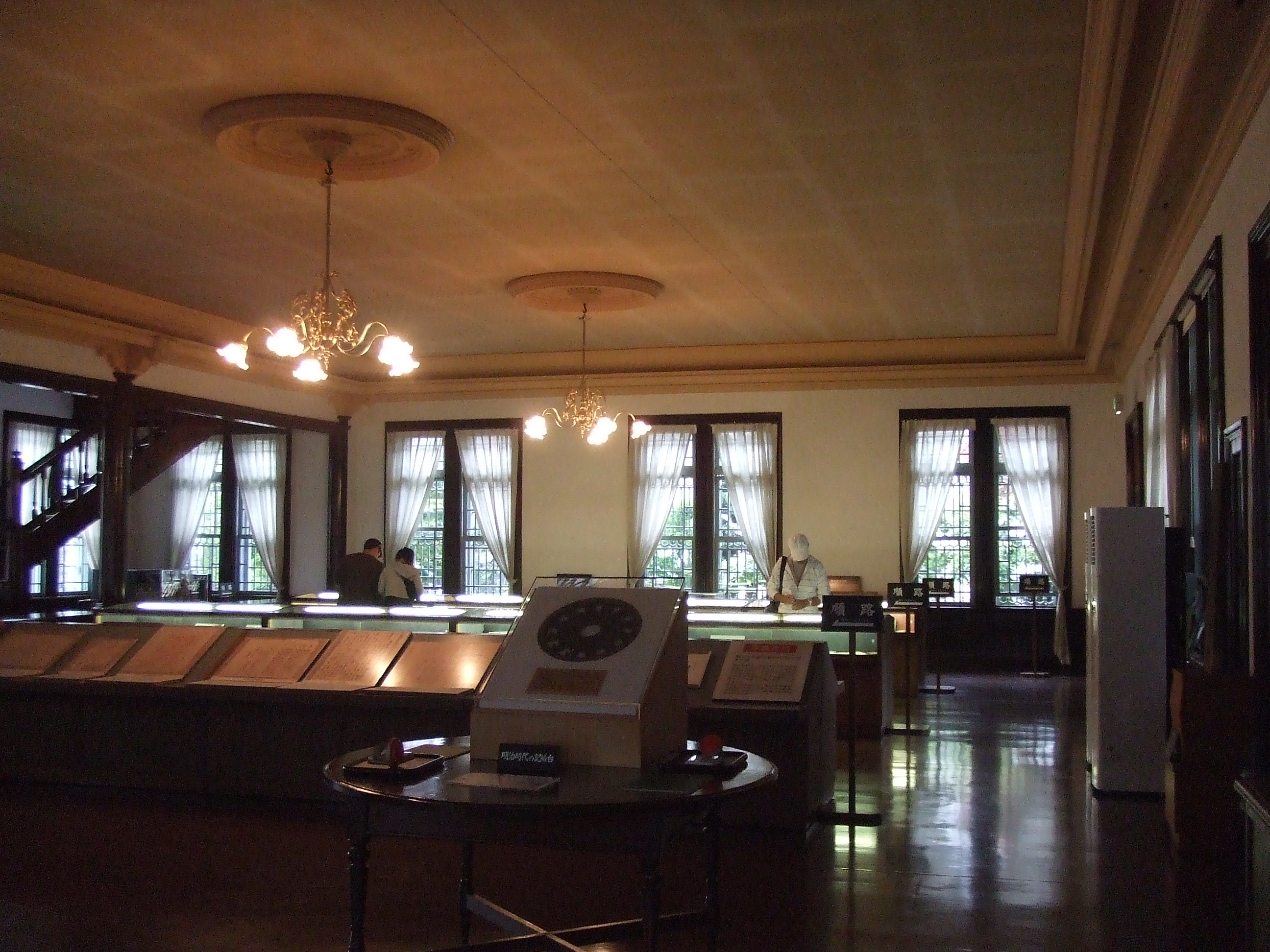
1階 室内の様子（2008年5月）
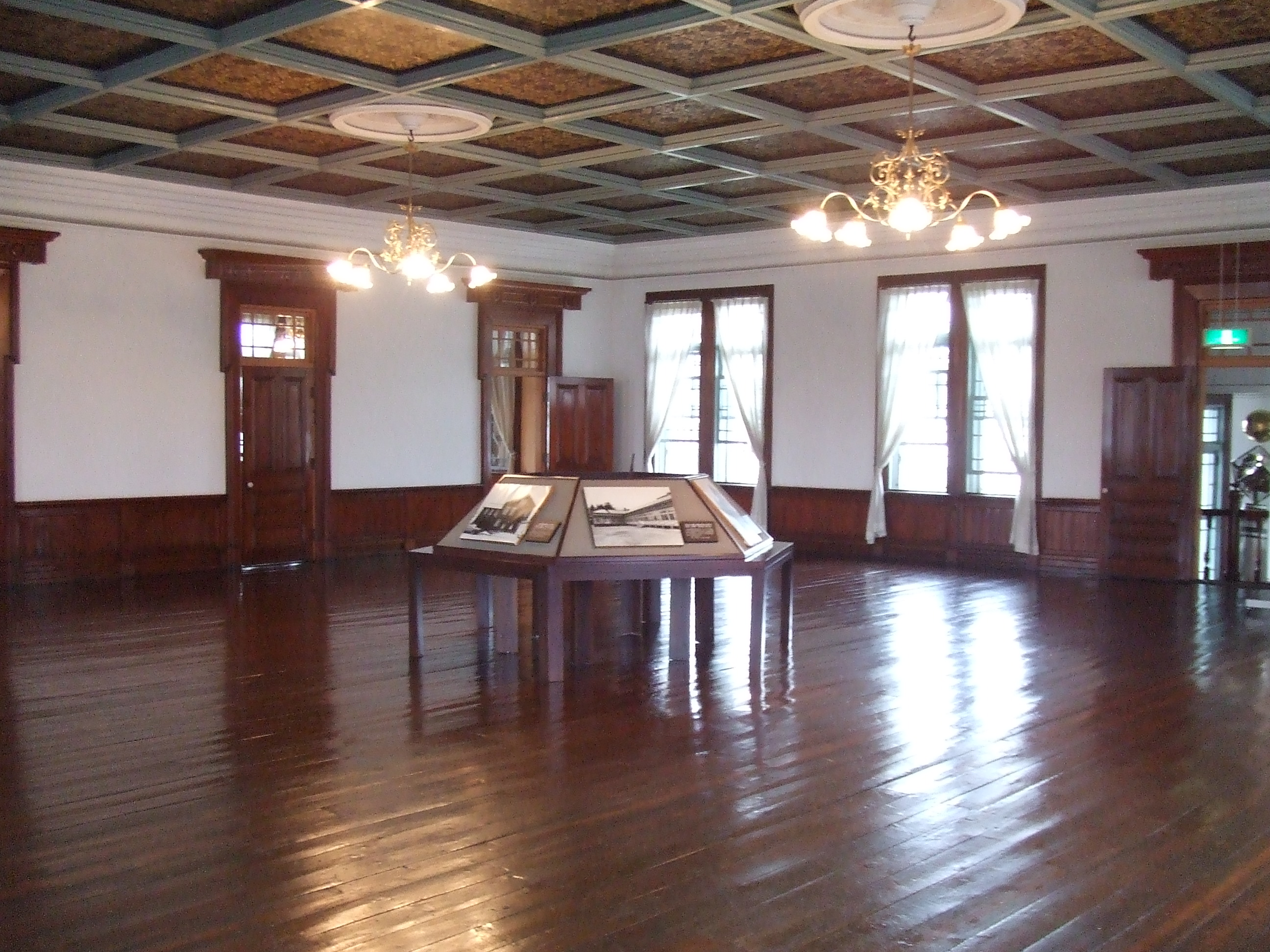
2階 室内の様子（2008年5月）

## 交通アクセス
- 奥羽本線 弘前駅 からバスで10分、下土手町下車、徒歩2分

## 建物の利活用
建物をホテルとして活用する計画があり、2023年（令和5年）10月3日に弘前市、プロクレアホールディングス、弘前商工会議所が連携協定を締結した。